# Gallitos
Gallitos är en ort i Mexiko.   Den ligger i kommunen Tiquicheo de Nicolás Romero och delstaten Michoacán de Ocampo, i den södra delen av landet, 200 km väster om huvudstaden Mexico City. Gallitos ligger 1 034 meter över havet och antalet invånare är 177.
Terrängen runt Gallitos är kuperad. Runt Gallitos är det glesbefolkat, med 10 invånare per kvadratkilometer. Närmaste större samhälle är Las Guacamayas, 18,7 km söder om Gallitos. I omgivningarna runt Gallitos växer huvudsakligen savannskog.